# Safety by design
Safety by design of safe by design is een werkwijze die ontwerpers aanmoedigt om veiligheid vanaf het begin van de ontwikkeling van het ontwerp mee te nemen. Deze werkwijze gaat ervan uit dat de veiligheid voor een belangrijk deel al wordt bepaald tijdens de ontwerpfase, gelijktijdig met kwaliteit, programma en kosten. Zo kunnen risico’s  worden voorkomen, op een andere manier en in een andere fase dan met veiligheidsmaatregelen achteraf.
Binnen Europa zijn de architecten en constructeurs wettelijk verplicht zodanig te ontwerpen dat de risico's tijdens constructie en het gebruik te verminderen, in overeenstemming met de Mobile Worksite-richtlijn. Het concept ondersteunt deze wettelijke verplichting. Er zijn diverse organisaties opgericht om safety by design te stimuleren, vooral in het Verenigd Koninkrijk, Australië en de Verenigde Staten. Sommige aangemelde (keurings)instanties bieden testen aan om de naleving van de veiligheidsvoorschriften te controleren, zoals die van de American Society of Mechanical Engineers.
In Europees verband wordt deze werkwijze bijvoorbeeld verder uitgewerkt in het kader van het omgaan met de grotendeels nog onbekende risico's van nanomaterialen.